# Аллик, Хендрик Хансович
Хе́ндрик Хансович А́ллик (эст. Hendrik Allik, 1901—1989) — советский государственный и партийный деятель, бывший первый заместитель председателя Совета Министров Эстонской ССР (1943—1950, 1965—1973). Почётный гражданин Таллина.

## Биография
Хендрик Аллик родился  15 марта 1901 года в волости Абья, входившей в состав Вильяндиского уезда Эстляндской губернии. Его мать работала старостой прихода лютеранской церкви в Халлисте. Церковь, построенная во второй половине XV-го века, считалась одной из самых красивых в Эстонии. Мать также участвовала в её реставрации.
С школьных лет, помимо русского и эстонского, Аллик владел английским, немецким и французским языками.

### Революционная деятельность
Политическая деятельность Хендрика Аллика началась уже в 1923 году, когда он руководил всеэстонской конференцией рабочей молодёжи (в августе) и съездом рабочих спортивных обществ (в ноябре). Так как Компартия Эстонии, как нелегальная организация, была снова лишена возможности выступать на выборах в Рийгикогу отдельным списком, Аллик вошёл в состав Бюро Единого фронта, созданного Центральным комитетом КПЭ. От Единого фронта был избран депутатом Рийгикогу (в отличие от 1920 года, в 1923 году депутаты Единого фронта, набрав 30 тысяч голосов, получили десять мест в парламенте), тогда же Хендрик вошёл в образованную рабочую фракцию.
Избранный депутатом в эстонский парламент, Аллик активно участвовал в деятельности рабочего движения. 7 ноября 1923 года он выступал на митинге-концерте в Доме пожарников в Таллине, посвящённом шестой годовщине Октябрьской революции. Митинг был организован Центральным Советом рабочих Союзов. Кандидаты «Единого фронта» стали побеждать на выборах в 47 волостях. Ещё больших успехов фракция добилась на выборах в городские думы. В Таллинской городской думе депутаты «Единого фронта», в том числе и Аллик, получили 37 мест (состав думы предусматривал 101 человек).
В январе 1924 года (в это время в республике проходили массовые аресты участников рабочего движения), выступая на одном из рабочих собраний, Аллик был арестован полицией и обвинён в «организации антигосударственного заговора». 27 ноября состоялся «Процесс 149 коммунистов», на котором Хендрик был приговорён к пожизненной каторге (такой приговор получило 39 коммунистов). В тюрьме продолжал участвовать в рабочем движении. Был членом Тюремного бюро («Вабе») — всеэстонского руководящего центра политзаключённых-коммунистов. Кроме того, Хендрик Аллик редактировал выпуск нелегальной газеты «Вангимая кийр» («Тюремный луч»). Газета, выходившая раз в месяц в 1927—1929 годах, писалась химическим карандашом на тончайшей маисовой бумаге и передавалась по камерам.
Весной 1938 года по всеобщей политической амнистии Аллик был выпущен на свободу, отсидев в тюрьме почти пятнадцать лет. Летом того же года был избран секретарём созданного руководящего центра эстонских коммунистов — Нелегального бюро, фактически выполнявшего функции Центрального Комитета Компартии Эстонии.
В ночь на 1 апреля 1940 года участвовал в совещании коммунистов, проходившем в квартире одного из членов Нелегального бюро. Совещание позднее вошло в историю как «Апрельская конференция Компартии Эстонии». На совещании Аллик зачитал доклад о политическом положении и ближайших задачах партии. В нём говорилось «о кризисе пятсовской диктатуры» и необходимости «создания демократической народной республики». Все установки бюро в виде тезисов были изложены в воззвании «Ко всему эстонскому народу», которое было опубликовано в газете «Коммунист».
В июне 1940 года был участником массовых демонстраций по республике, которые сводились к требованию присоединения Эстонии к Советскому Союзу. В частности, Хендрик Аллик руководил захватом здания политической полиции, откуда были выдворены чиновники, а революционеры выпущены. Через месяц после вступления республики в состав Советского Союза, когда в Эстонии шла национализация (создавались месткомы и комиссии), был назначен председателем комитета по руководству торговлей. Позднее был назначен народным комиссаром торговли Эстонской ССР и на этой должности находился до июня 1941 года.

### Великая Отечественная война
В начале войны, когда на территорию Эстонии отступила 8-я армия, Республиканский штаб был преобразован в Республиканский комитет обороны ЭССР, комитет направлял все силы на помощь армии. Народный комиссар торговли Хендрик Аллик был одновременно назначен уполномоченным по продовольственным вопросам республиканского комитета.
В начале 1942 года, являясь членом Совета народных комиссаров ЭССР, участвовал в организации партизанской борьбы на временно оккупированной территории Эстонии. Позднее входил в состав комиссий военного округа как член наркомата обороны ЭССР, Центрального комитета КПЭ и Совета народных комиссаров ЭССР, где занимался направлением граждан Эстонской ССР в 7-ю Эстонскую стрелковую дивизию.
В сентябре 1942 года Аллик был назначен начальником политотдела только что сформированного 8-го Эстонского стрелкового корпуса (ему было присвоено звание «старший батальонный комиссар»).С декабря 1942 года в этой должности принимал участие в боевых действиях под Великими Луками, Невелем, Новосокольниками.
Приказом ВС Калининского фронта №: 206 от: 28.02.1943 года начальник политотдела 8-го Эстонского стрелкового корпуса подполковник Аллик Гендрик Гансович был награждён орденом Красного Знамени за организацию партийно-политической работы во время боев за г.Великие Луки.
В июле 1943 года Аллик был назначен уполномоченным Центрального Комитета КПЭ и Совнаркома ЭССР при командовании 3-го Прибалтийского фронта. Занимался поддержанием связи с Красной Армией, наступавшей от Пскова на Нарву, а также руководил на месте деятельностью оперативных групп южных уездов Эстонской ССР.

### Государственная деятельность
В 1943 году был назначен заместителем председателя Совета Министров Эстонской ССР (до осени 1944 года министерство находилось в Москве). Заместителем министра работал почти семь лет. Одновременно с сентября 1945 по апрель 1946 года был наркомом сельского хозяйства ЭССР (позднее на этой должности его сменил Н.Г. Пуусеп). В 1948 году окончил Таллинский политехнический институт.
В декабре 1950 года был снят с поста заместителя председателя Совмина и исключён из партии, а через несколько дней арестован и приговорён к 25 годам тюрьмы. Освобождён в 1955 году, реабилитирован.
С 1957 года работал заместителем, а с января 1961 по март 1973 начальником плановой комиссии при Совете Министров ЭССР. Одновременно с 1965 по 1973 год Аллик был заместителем председателя Совета Министров Эстонской ССР.
В 1985 году был награжден орденом Отечественной войны 2-й степени.

## Смерть
Скончался 8 мая 1989 года в Таллине.

## Награды
- Орден Ленина (1950)
- Орден Октябрьской Революции (1971)
- Орден Красного Знамени (1943)
- Орден Отечественной войны 2-й степени (11.03.1985)
- Орден Дружбы народов (13.03.1981)